# IEEE 802.3

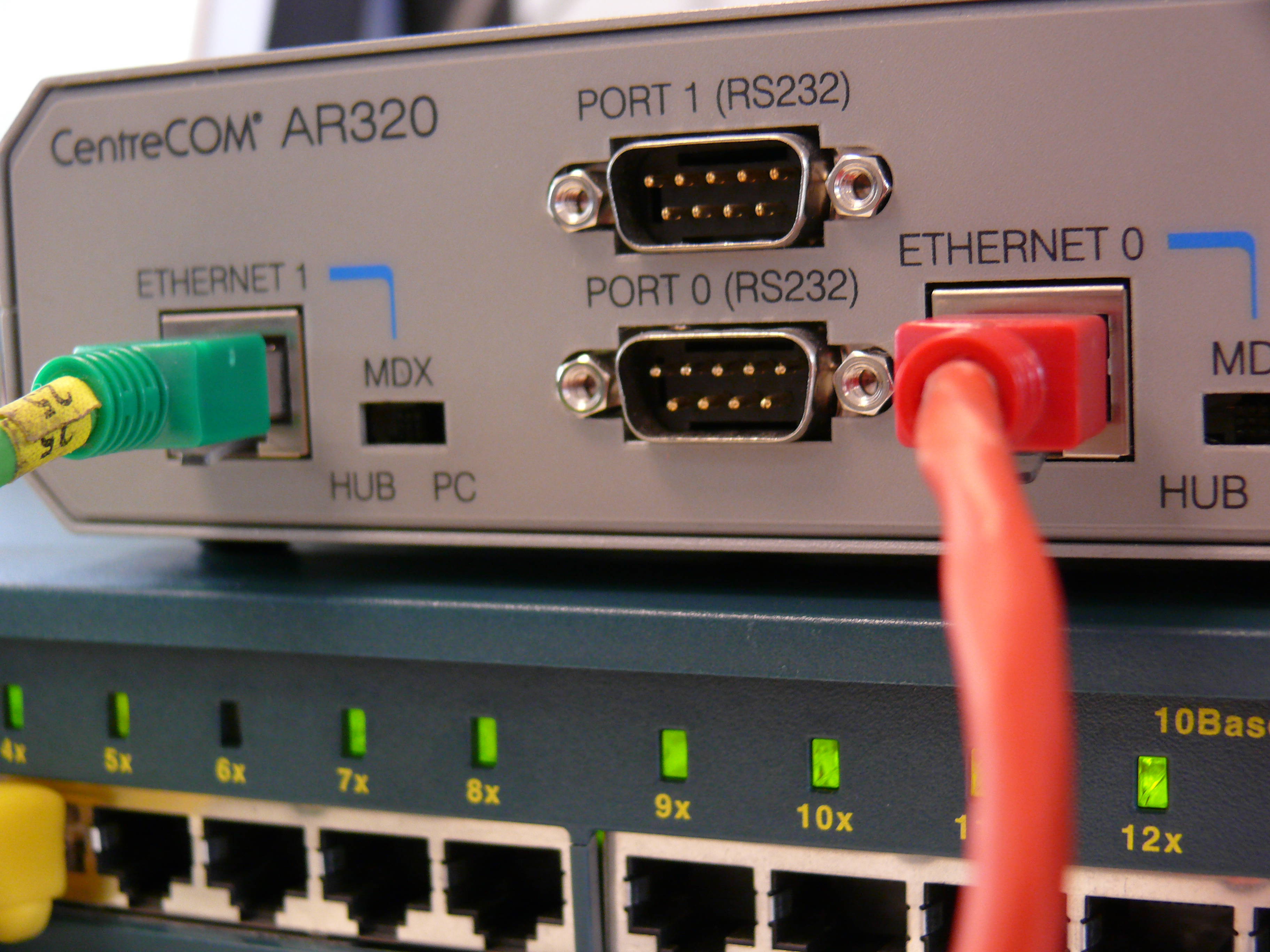
Fig. 1 Connexió Ethernet estàndard (cable vermell)

IEEE 802.3 va ser el primer intent per estandarditzar ethernet. Encara que va haver-hi un camp de la capçalera que es va definir de forma diferent, posteriorment hi ha hagut ampliacions successives a l'estàndard que van cobrir les ampliacions de velocitat (Fast Ethernet, Gigabit Ethernet i el de 10 Gigabits Ethernet), xarxes virtuals, hubs, commutadors i diferents tipus de mitjans, tant de fibra òptica com de cables de coure (tant parell trenat com a coaxial).
Els estàndards d'aquest grup no reflecteixen necessàriament el que s'usa en la pràctica, encara que a diferència d'altres grups aquest sol estar prop de la realitat.

## Versions de 802.3
| Estàndard Ethernet    | Data                    | Descripció |
| --------------------- | ----------------------- | --- |
| Ethernet              | 1972 (patentat en 1978) | 2,85 Mbit/s sobre cable coaxial en topologia de bus. |
| Ethernet II (DIX v2.0 | 1982                    | 10 Mbit/s sobre coaxial fi (thinnet) - La trama té un tipus de paquet descomunal més gran que el seu cap. El protocol IP usa aquest format de trama sobre qualsevol mitjà. |
| IEEE 802.3            | 1983                    | 10BASE5 10 Mbit/s sobre coaxial gruix (thicknet). Longitud màxima del segment 500 metres - Igual que DIX tret que el camp de Tipus es substituye per la longitud.          |
| 802.3a                | 1985                    | 10BASE2 10 Mbit/s sobre coaxial fi (thinnet o cheapernet). Longitud màxima del segment 200 metres.                                                                         |
| 802.3b                | 1985                    | 10BROAD36 |
| 802.3c                | 1985                    | Especificació de repetidors de 10 Mbit/ |
| 802.3d                | 1987                    | FOIRL (Fiber-Optic Inter-Repeater Link) enllaç de fibra òptica entre repetidors.                                                                                           |
| 802.3                 | 1987                    | 1BASE5 o StarLAN |
| 802.3i                | 1990                    | 10BASI-T 10 Mbit/s sobre parell trenat no blindat (UTP). Longitud màxima del segment 150 metres.                                                                           |
| 802.3j                | 1993                    | 10BASI-F 10 Mbit/s sobre fibra òptica. Longitud màxima del segment 1000 metres.                                                                                            |
| 802.3o                | 1995                    | 100BASE-TX, 100BASI-T4, 100BASE-FX Fast Ethernet a 100 Mbit/s amb acte-negociació de velocitat.                                                                            |
| 802.3x                | 1997                    | Full Duplex (Transmissió i recepció simultanis) i control de flux. |
| 802.3i                | 1998                    | 100BASI-T2 100 Mbit/s sobre parell trenat no blindat(UTP). Longitud màxima del segment 100 metres                                                                          |
| 802.3z                | 1998                    | 1000BASE-X Ethernet d'1 Gbit/s sobre fibra òptica. |
| 802.3ab               | 1999                    | 1000BASI-T Ethernet d'1 Gbit/s sobre parell trenat no blindat |
| 802.3ac               | 1998                    | Extensió de la trama màxima a 1522 bytes (per permetre les "Q-tag") Les Q-tag inclouen informació per 802.1Q VLAN i manegen prioritats segons el estandar 802.1p.          |
| 802.3ad               | 2000                    | Agregació d'enllaços paral·lels. Mogut a 802.1AX |
| 802.3ae               | 2003                    | Ethernet a 10 Gbit/s ; 10GBASE-SR, 10GBASE-LR |
| IEEE 802.3af          | 2003                    | Alimentació sobre Ethernet (PoE). |
| 802.3ah               | 2004                    | Ethernet en l'última milla. |
| 802.3ak               | 2004                    | 10GBASE-CX4 Ethernet a 10 Gbit/s sobre cable bi-axial. |
| 802.3an               | 2006                    | 10GBASE-T Ethernet a 10 Gbit/s sobre parell trenat no blindat (UTP) |
| 802.3ap               | en procés (esborrany)   | Ethernet d'1 i 10 Gbit/s sobre circuit imprès. |
| 802.3aq               | en procés (esborrany)   | 10GBASE-LRM Ethernet a 10 Gbit/s sobre fibra multimodo. |
| 802.3ar               | en procés (esborrany)   | Gestió de Congestió |
| 802.3as               | en procés (esborrany)   | Extensió de la trama |
| 802.3bp               | 2016                    | 1000BASE-T1 – Ethernet a 1 Gigabit sobre cable de parell trenat per a aplicacions automotrius i ambients industrials.                                                      |
| 802.3bw               | 2015                    | 100BASE-T1 – Ethernet a 100 Mbit/s sobre cable de parell trenat per a aplicacions automotrius.                                                                             |
| 802.3cg               | 2019                    | 10BASE-T1L i 10BASE-T1S – Ethernet a 10 Mbit/s a través de cable parell trenat                                                                                             |

## Media Access Controlen 802.3

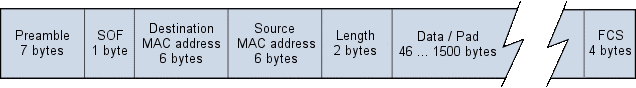
Fig.2 Estructura format de trama.

- Format de la trama:

| 7 bytes  | 1 byte | 6 bytes    | 6 bytes     | 2 bytes          | 46 - 1500 bytes | 4 bytes |
| PREÀMBUL | SFD    | Dir. Destí | Dir. Origen | Tipus / Longitud | Dades + farcit  | FCS     |
Nota: Al final de la trama hi ha un interval anomenat IFG de 12 bytes que no s'utilitza, s'explica més endavant.
- Preàmbul: Sincronització bit "10101010" (x7).
- SFD: Delimitador de començament de trama "10101011".
- Tipus / Longitud:

Per a DIX (Digital, Intel, Xerox) aquest camp significa Tipus de contingut de manera que la grandària de la trama no se sap. S'espera que acabi per a més tard calcular cap enrere els camps FCS i Dades + Farcit. Per a IEEE aquest camp va passar a significar Longitud de la trama. Per diferenciar a què es refereix (si a Tipus o a Longitud) un valor en aquest camp es va arribar a això:
- DIX Valors > 1536.
- IEEE Valors < 1536.
- Dades + Farcit:

- Trama mínima de 64 bytes (512 bits → 51,2 μs).
- Com Tx ≥ 2Tp: Dades+Farcit ≥ 46 bytes.
- FCS → CRC:

Seqüència de verificació de trama. És un CRC d'un polinomi generador d'ordre 33:
x32+x26+x23+x22+x16+x12+x11+x10+x8+x7+x5+x4+x2+x+1
- Adreces IEEE:

3 bytes → OUI: Identificador organització.
En OUI hi ha 2 bits interessants:
El bit de Unicast (si és 0) o Multicast (si és 1)
El bit de Globals (0) o Locals (1)
3 bytes → NIC: Id. Targeta interfície de Xarxa.
Notació (per exemple): F2:3I:C1:8A:B1:01
Adreça de difusió (broadcast) FF:FF:FF:FF:FF:FF. Aquest tipus d'adreça s'utilitza perquè tots els equips connectats en el mateix domini de difusió recullin la trama.
- IFG: "Gap" Interface → 12 bytes (96 bits) és un interval d'espera que es realitza sempre abans de començar a transmetre encara si el mitjà està lliure.